# Klattia
Klattia és un gènere de plantes atípic, ja que inclou plantes arbustives i llenyoses dins d'una família que característicament conté plantes herbàcies, com són les iridàcies. Juntament amb els gèneres relacionats Witsenia i Nivenia forma un grup de plantes conegudes com a "Iridàcies llenyoses". Klattia està format per només tres espècies oriündes d'Àfrica del Sud, concretament de la província del Cap a Sud-àfrica. T El nom del gènere és un homenatge al botànic alemany Friedrich Wilhelm Klatt, que va avançar significativament el cos de coneixement de la família de les iridàcies al segle xix.
Espècies
1. Klattia flava (G.J.Lewis) Goldblatt - Grabouw
2. Klattia partita Baker - Sud-oest de la província del Cap
3. Klattia stokoei L.Guthrie - Kogelberg Mountains